# Yordan Santa Cruz
Yordan Eduardo Santa Cruz Vera (7 de octubre de 1993), es un futobolista profesional cubano que juega para la selección cubana, y actualmente con Scarborough SC en la Canadian Soccer League.
Debutó internacionalmente en marzo de 2015 contra República Dominicana con una victoria por 3-0. En septiembre de 2018, había anotado dos goles contra las Islas Turcas y Caicos en una victoria por 11-0, lo que resultó en una gran victoria para Cuba.

### Carrera de club
Santa Cruz jugó en el Campeonato Nacional de Fútbol de Cuba en 2009 con el FC Cienfuegos. En 2018, jugó una temporada con el FC Santiago de Cuba antes de regresar a Cienfuegos al año siguiente.
 En 2019 fue nombrado mejor futbolista del año de la provincia. En el 2019 jugó en el extranjero en la Liga Dominicana de Fútbol con el Jarabacoa FC.
En 2020, jugó en la Canadian Soccer League con el Scarborough SC . En su temporada debut con Scarborough, ayudó a conseguir el título de Primera División.

### Carrera internacional
Santa Cruz compite con la selección de Cuba Sub-20 en el campeonato de CONCACAF en 2013, donde las cubanas escalan al cuarto lugar, lo que les permite participar en el Mundial Sub-20, organizado en Turquía el mismo año. Durante el mundial, disputó dos partidos, contra Nigeria y Portugal.
Luego fue convocado al año siguiente por la selección A, en un partido amistoso contra Indonesia el 29 de marzo de 2014 y anotó su primer gol el 25 de marzo de 2015 contra República Dominicana.
Se distinguió durante las eliminatorias de la Copa Oro 2019, donde marcó cuatro goles en tres partidos disputados. Capitán de la selección de Cuba desde agosto de 2018, abandona el equipo, para sorpresa de todos, luego de un partido de Liga de Naciones de la CONCACAF 2019-2020 contra Canadá en Toronto con cuatro de sus compañeros.

### Acusación de violación
Santa Cruz fue acusada de violación por una mujer estadounidense en un incidente ocurrido en Jamaica el 31 de marzo de 2015. La selección de fútbol de Cuba acababa de participar en un partido amistoso internacional contra la selección de Jamaica en el Complejo Deportivo de Montego Bay. Según la demanda, la mujer identificó a Santa Cruz como uno de los tres hombres que la violaron en el baño de un resort. En la demanda, la mujer dijo que el gobierno cubano intervino en nombre de los jugadores y comprometió la investigación. La evidencia de ADN de los atletas no fue entregada a las autoridades jamaicanas, según las fuerzas del orden allí. Hasta el día de hoy, nadie ha sido arrestado ni acusado.